# Mesophellia sabulosa
Mesophellia sabulosa är en svampart som först beskrevs av Cooke & Massee, och fick sitt nu gällande namn av Lloyd 1905. Mesophellia sabulosa ingår i släktet Mesophellia och familjen Mesophelliaceae.   Inga underarter finns listade i Catalogue of Life.